# Alk Airlines
ALK Airlines ist eine bulgarische Charterfluggesellschaft mit Sitz in Sofia.

## Geschichte
Die Fluggesellschaft wurde im Jahr 2016 gegründet und wollte den Flugbetrieb ursprünglich mit zwei von der Insel Air stammenden Fokker 100 aufnehmen. Eine der beiden Maschinen wurde jedoch im Juni 2016 an Iran Air verkauft; die andere Maschine wurde noch bis zum Frühjahr 2017 weiterbetrieben. Alk Airlines ist heute der einzige Betreiber der McDonnell Douglas DC-9-82 in Europa. Die Fluggesellschaft ist Teil der Air Lubo. Das Luftverkehrsbetreiberzeugnis (AOC) erhielt die Gesellschaft bereits im Jahr 2013.

## Flotte

### Aktuelle Flotte

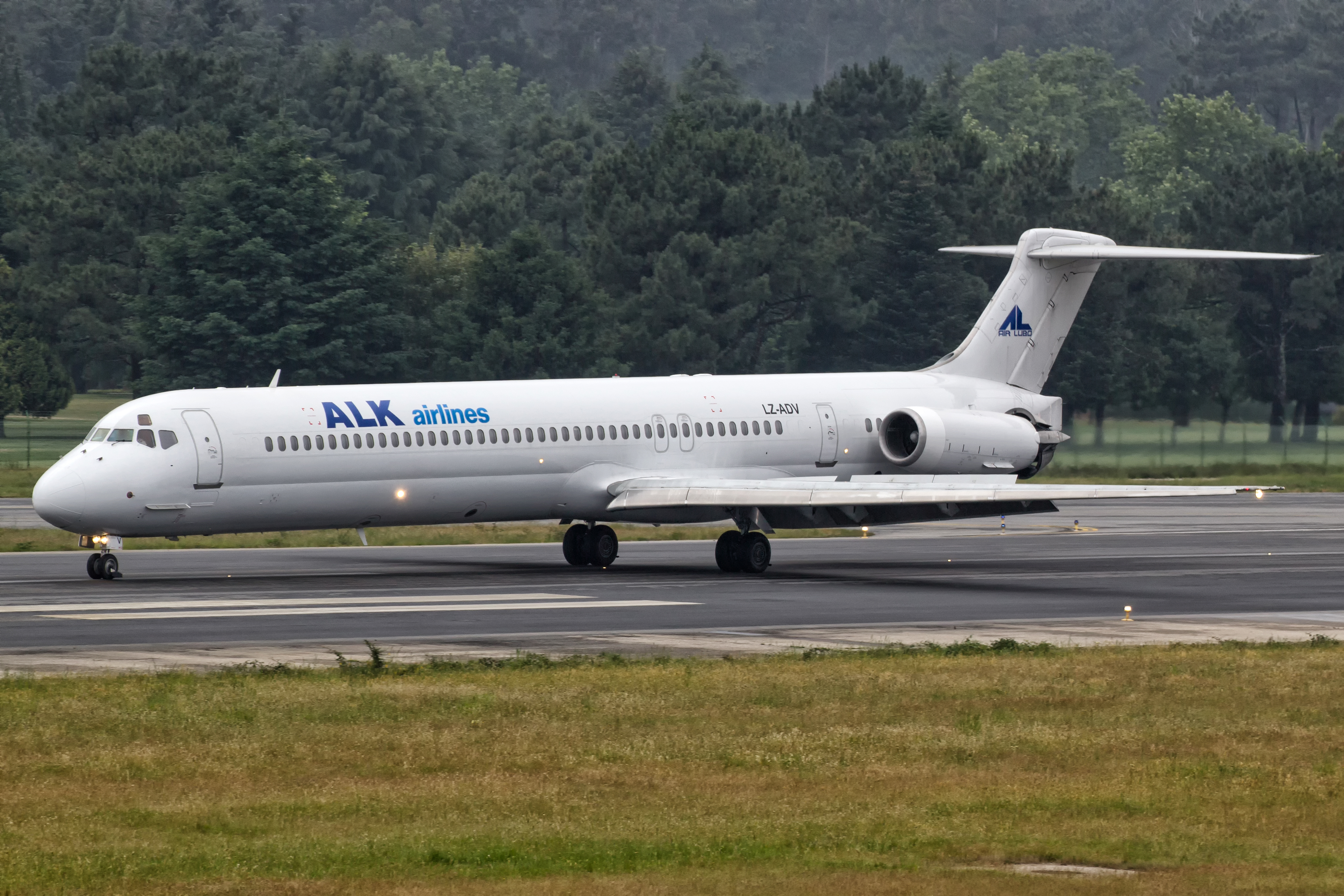
Eine DC-9-82 der ALK Airlines

Mit Stand April 2025 besteht die Flotte der ALK Airlines aus zwei Flugzeugen mit einem Durchschnittsalter von 32,8 Jahren:
| Flugzeugtyp    | Anzahl | bestellt | Anmerkungen               | Sitzplätze | Durchschnittsalter |
| -------------- | ------ | -------- | ------------------------- | ---------- | ------------------ |
| Boeing 737-300 | 2      |          | mit Winglets ausgestattet | 146        | 32,8 Jahre         |
| Gesamt         | 2      | -        |                           |            | 32,8 Jahre         |

### Ehemalige Flugzeugtypen
| Flugzeugtyp             | Anzahl | von  | bis  | Anmerkungen |
| ----------------------- | ------ | ---- | ---- | ----------- |
| Fokker 100              | 4      | 2016 | 2016 |             |
| McDonnell Douglas MD-82 | 2      | 2016 | 2023 |             |
| McDonnell Douglas MD-83 | 1      | 2017 | 2017 |             |